# Holoclemensia
Holoclemensia — вимерлий рід ссавців із невизначеним філогенетичним розташуванням. Він жив під час ранньої крейди, і його викопні останки були виявлені в Техасі.

## Опис
Цей рід відомий лише за кількома ізольованими зубами. Верхні корінні зуби мали параконус, більший за метаконус, і стиларну платформу зі стиларними горбиками. Нижні моляри мали високий протоконід, малий параконід, а гіпоконулід і ентоконід були зближені.

## Класифікація
Вперше описана в 1968 році Слотером, Holoclemensia texana відома лише з кількох зубів, знайдених у формації Трініті в Техасі. Слотер спочатку описав останки під назвою Clemensia, але ця назва вже використовувалася, і рід був перейменований у Holoclemensia. Спочатку він вважався базальним сумчастим, потім був наближений до так званої групи «Tribotheria», пізніше був переосмислений як сумчастий і, нарешті, був поміщений як базальний член Metatheria. Попри свою невизначену класифікацію, Holoclemensia, ймовірно, була близькою до точки, де метатеріанці та евтеріанці відійшли один від одного.